# Fyodor Shalyapin
Die Fyodor Shalyapin (russisch Фёдор Шаляпин, dt. Fjodor Schaljapin) war ein Flusskreuzfahrtschiff, das im Jahre 1977 in der Tschechoslowakei in der Werft Narodny Podnik Škoda in Komárno gebaut wurde. Sie wurde von Vodohod auf der Wolga betrieben. Das Schiff trug den Namen des russischen Opernsängers Fjodor Schaljapin.

## Beschreibung
Das Schiff mit vier Passagierdecks wurde 1977 bei der slowakischen Werft Narodny Podnik Škoda in Komárno (heute Slovenské Lodenice Komárno, damals Bestandteil des Škoda-Konzerns) als Kliment Voroshilov für die Wolga-Reederei Wolschskoje Parochodstwo in Gorki gebaut. Sie gehörte zu einer 1976 bis 1983 hergestellten Baureihe von 9 Schiffen des Typs Valerian-Kuybyshev-Klasse, welche auch als „Projekt 92-016“ oder „OL400“ (slowakisch: osobna lod 400 – deutsch: für 400 Passagiere) bekannt war. Die Fyodor Shalyapin verfügte über einen dieselelektrischen Antrieb mit drei Hauptmotoren je 736 kW.

## Einsatz
Die Fyodor Shalyapin wurde 2012 von Vodohod auf der Wolga auf den Strecken Samara – Perm, Samara – Nischni Nowgorod, Samara – Kasan, Samara – Jaroslawl, Samara – Toljatti betrieben.

## Ausstattung
Alle komfortablen 1-, 2-, 3-, 4-Bett-DeLux-Kabinen waren ausgestattet mit Klimaanlage, Dusche und WC, 220-V-Anschluss und hatten große Fenster. DeLux und HalbDeLux-Kabinen verfügten noch über einen Kühlschrank.
An Bord befanden sich u. a. zwei Restaurants, zwei Bars, ein Kiosk, ein Konferenzsaal, Musiksalon, Solarium.